# Капитан Железная Голова
Капитан Железная Голова (фр. Ourson Tete-de-Fer) — роман французского писателя Гюстава Эмара, написанный в 1868 году.

## Сюжет
Некий молодой человек был завербован во Франции работорговцами для работы на французских колониях в Америке. но рабортоговцы обманули его и продали жестокому буканьеру — Пальнику, который обходился со своими слугами с нечеловеческой жестокостью. Однажды он бросил своего слугу без сознания посреди леса, а сам ушел, рассказав остальным буканьерам, будто его слуга сбежал. Но юноша выжил и долго бродил по лесу в поисках людей. В лесу он встретил двух собак и двух кабанов, которых приручил, и они стали его верными друзьями. Наконец он вышел к группе буканьеров-охотников и рассказал им свою историю. Буканьеры решили, что раз хозяин бросил своего слугу, значит отныне он свободен. Они дали ему шуточную кличку Медвежонок. После того, как Медвежонок ходил в походы и экспедиции вместе с флибустьерами, он стал капитаном и заслужил прозвище Железная Голова. Однажды он, никогда не играв в азартные игры, сыграл с Пальником и выиграл не только всех его пленников, среди которых была и донья Эмина, но и все состояние буканьера и его жизнь. Пальника отвезли на пустынный мыс, откуда тот каким-то дьявольским способом сумел сбежать. Под видом мексиканского торговца дона Энрико Торибио Морено жестокий пират прибыл в Картахену и втерся в доверие к губернатору города — дону Хосе Ривасу, отцу доньи Эмины. Он планировал с помощью своего бывшего брата-матроса взять в заложники губернатора, командира гарнизона и их дочерей, но капитан Бартелеми (тот, на чью помощь рассчитывал Пальник) предал его, передав записку капитану Железная Голова, который вместе с большой командой флибустьеров прибыл в Картахену, захватил город, пленил Пальника и женился на донье Эмине.

## Герои романа
- Капитан Медвежонок Железная Голова — главный герой, муж доньи Эмины.
- Донья Эмина (Эльмина) — жена капитана Железная Голова.
- Пальник (дон Энрике Торибио Морено) — главный антагонист, враг и бывший хозяин главного героя.
- Дон Хосе Ривас — «отец» доньи Эмины. На самом деле он украл её у пирата Гишара, чтобы вернуть своё состояние.
- Донья Лилия — подруга доньи Эмины, которую та считала кузиной.
- Дон Лопес Алдоа — капитан гарнизона Картахены, отец доньи Лилии, друг дона Хосе Риваса.
- Польтэ — буканьер, живший на Эспаньоле, протагонист.
- Александр — слуга капитана Железная Голова, который позже сделал его свободным.
- Олонэ — флибустьер, протагонист.